# Sola (manga)
Sola (そら?) es un manga japonés escrito por Naoki Hisaya (también autor de Kanon) e ilustrado por Chako Abeno. Sus personajes fueron diseñados por Naru Nanao (diseñador de DC ~ Da Capo ~). La publicación del manga finalizó el 21 de febrero de 2008. El título Sola, proviene de la palabra español/italiano sola aunque también es homófona (en Japón) a la palabra "sora" (空 lit. Cielo?). En 2007, se llevó a cabo una adaptación a serie de anime.

## Argumento
Sola cuenta la historia de Yorito Morimiya, un muchacho de instituto. Yorito disfruta de tomar fotografías del cielo cualquier día del año y en cualquier momento. En uno de esos días, decide ir a la bahía y tomar una foto del alba, encontrando allí a una chica golpeando un expendedor de refrescos porque se había tragado su dinero sin darle la bebida (una lata de zumo de tomate). Yorito la ayuda a obtener su zumo de tomate mientras conversa con ella, olvidando su idea de tomar la fotografía, pero tras sacar la lata, y antes de que Yorito se de cuenta, ella desaparece.
Al siguiente día, Yorito va a visitar al hospital a su hermana mayor Aono junto con su amiga Mana Ishizuki y la hermana pequeña de esta Koyori Ishizuki. Olvidando que es el cumpleaños de Aono, Yorito se retira en seguida para ir a tomar unas fotografías de la puesta de sol cerca de una antigua iglesia. Esa noche se dirige a comprar alimentos cuando empieza a llover por lo que decide detenerse en una parada de autobús, y mientras espera que pare la lluvia se encuentra nuevamente con la extraña chica que conoció el día anterior. Esta vez conversan largo tiempo, descubriendo así el nombre de la joven: Matsuri Shihō. Pocos días después, Yorito va a buscar a Matsuri a la vieja iglesia, encontrándose allí con un hombre con una espada (Takeshi) que también la está buscando.
Tras observar los poderes especiales que posee Matsuri, Yorito descubrirá que ella es una criatura conocida como "Calamidad de la Noche" 夜の禍 (Yoru no Wazawai?) y que ha vivido durante siglos. Takeshi Tsujidou la persigue con la intención de matarla pero Yorito intentará protegerla pidiéndole que de ese momento en adelante permanezca en su casa.

## Personajes
Yorito Morimiya (森宮 依人 Morimiya Yorito?)
Voz por: Nobuhiko Okamoto
Yorito es el protagonista de Sola. Él adora tomar fotografías del cielo desde distintos puntos de vista y lo hace muy a menudo. Conoce a Matsuri, descubriendo que ella no es un ser humano e intenta ayudarla a escapar constantemente de un hombre que quiere asesinarla. Yorito trata de protegerla pidiéndole que se quede en su casa. Él tiene una hermana mayor llamada Aono que se encuentra hospitalizada. Al final de la serie se descubre que Yorito tampoco es humano, sino un recuerdo del Yorito anterior fabricado por Aono.
Matsuri Shihō (四方 茉莉 Shihō Matsuri?)
Voz por: Mamiko Noto
Es la extraña y una hermosa chica de cabello violeta a la que conoce Yorito. Ella es una "Calamidad de la Noche", también conocidas como "Yaka", y ha vivido durante siglos. No puede estar en contacto con la luz solar puesto que es mortal para las "yakas" ya que hace que se quemen en el aire, por lo que siempre sale al exterior de noche y durante el día permanece escondida en lugares oscuros y solo puede salir durante los días muy nublados y lluviosos. Por ello, le resultan fascinantes las fotografías que toma Yorito del cielo azul. Matsuri no tiene mucho sentido común y romperá a menudo las máquinas en la casa de Yorito tras golpearlas demasiado fuerte, ya que ella cree que cualquier dispositivo puede arreglarse golpeándolo. Tiene afición al zumo de tomate. Su habilidad es la capacidad de hacer que cualquier objeto se deteriore con rapidez así como es capaz de convertir a alguien que haya muerto en una "Yaka".
Hace mucho tiempo ella vivía sola en una cueva, donde conoció por primera vez a Yorito y a su hermana Aono.
Cuando Yorito murió y Aono se quitó la vida Matsuri la revivió como una Yaka.
Aono Morimiya (森宮 蒼乃 Morimiya Aono?)
Voz por: Mai Nakahara
Es la hermana mayor de Yorito que ha sido muy enfermiza desde que nació y se encuentra hospitalizada al comienzo de la historia. Tiene una personalidad fría, mostrando muy poco sus emociones, pero se nota visiblemente que se molesta cuando Yorito no le presta atención o la ignora para hacer otras cosas. Cada vez que Yorito le trae una muñeca nueva, ella la mira durante un instante y después la lanza a una cesta próxima llena de otras muñecas. Sin embargo, no las odia e incluso tiene una que es su favorita: la primera que le regaló. A ella le encanta hacer origamis y es amiga de Koyori. Ella también es una Yaka, convertida por la misma Matsuri. Originalmente ella era un sacrificio de su aldea para las Yakas (Matsuri) pero ella la dejó vivir. Perdió a su hermano Yorito en un derrumbe en su casa, y a causa de eso se quitó la vida, reviviendo como Yaka gracias a Matsuri. Su habilidad Yaka es controlar el papel.
Mana Ishizuki (石月 真名 Ishizuki Mana?)
Voz por: Yōko Honda
Es amiga de la escuela de Yorito y a menudo se enfada con él porque prefiere pasar más tiempo tomando fotografías del cielo en vez de estando con su hermana. Mana trabaja como camarera en el Restaurante Azur y va a menudo a la casa de Yorito para prepararle su comida. Ella se ocupa de su hermana menor Koyori y también conoce el secreto de Matsuri. Eventualmente toma la manía de Yorito de sacar fotos de las nubes por la mañana, aunque en ese momento ella ya no tenía más recuerdos de él, pues fueron borrados un atardecer a pesar de que ella dijera que nunca olvidaría a Yorito.
Koyori Ishizuki (石月 こより Ishizuki Koyori?)
Voz por: Ai Shimizu
Es la hermana menor de Mana y al principio de la historia también está ingresada en el mismo hospital que Aono, aunque luego es dada de alta. Cada vez que llama a su hermana Mana-san en lugar de llamarla "hermana", Mana le golpea la cabeza. A Koyori le gusta estar en compañía de Aono siempre que puede y por eso se convierten en buenas amigas durante todo el tiempo que la pequeña pasa en el hospital. Gracias a Aono aprende cómo hacer origamis y es muy cortés con otros, incluso cuando no es necesario.
En el final de la serie es ella quien le enseña a Aono a hacer origamis.
Takeshi Tsujidō (辻堂 剛史 Tsujidō Takeshi?)
Voz por: Keiji Fujiwara
Takeshi es el hombre que intenta encontrar y matar a Matsuri. Cuando pelea contra ella, empuña una larga espada inmune a los poderes de las Yakas y trata de capturarla entre lámparas de luz ultravioleta, que es el único tipo de luz aparte de la del sol que puede hacerle daño. Quiere matarla por una promesa que le hizo a Mayuko para convertirla nuevamente en un ser humano, ya que si tiene éxito, el sacrificio de Matsuri restaurará a Mayuko de nuevo a la normalidad. Él conoce a Mayuko desde que ambos eran niños. El ritual se realiza con la espada que él porta, para hacerlo debe atravesar el pecho de Matsuri con ella, la espada absorberá su sangre y luego debe atravesar con la espada a Mayuko para que la espada libere su sangre y le dé una vida normal de humano.
Mayuko Kamikawa (神河 繭子 Kamikawa Mayuko?)
Voz por: Tomoko Kaneda
Mayuko es una joven de particular vestimenta que sigue a Takeshi y es también una Yaka. Por la noche, Takeshi siempre la encuentra durmiendo dentro de una caja de cartón que cambia de localización por toda la ciudad. Mayuko tiene una personalidad presuntuosa y no vacilará en hablar mal de Takeshi delante de otros, aunque realmente se preocupa mucho por él. Ella se convirtió en una Yaka muchos años antes de que la historia comenzara cuando la mataron durante un robo en su casa, y permanece con Takeshi desde entonces. Aunque tenían casi la misma edad cuando Mayuko se convirtió en "Yaka" solo Takeshi ha envejecido, puesto que las "Yakas" no envejecen, pero aun así Mayuko posee una mentalidad de mujer adulta. Al final, conoce a Matsuri y se arrepiente de sus acciones diciendo a Takeshi que no la mate y que lo que más quiere es estar con él.
Sae Sakura (佐倉紗絵 Sakura Sae?)
Voz por: Ami Koshimizu
Compañera de clase y amiga de Mana. Trabaja en el mismo restaurante que ella y se siente atraída por Takeshi desde que lo vio por primera vez cuando él comenzó a ir a su restaurante, ya que le encanta su perilla. Piensa que Mayuko es su hija. También trabaja en un pequeño supermercado. Adora los cotilleos y habla de tantos chismes a sus amigos que terminan por no prestarle atención.

## Definiciones
Calamidad de la Noche (夜の災い Yoru no Wazawai?)
También conocidas como Yaka son seres sobrenaturales que aparecen en la historia de Sola. Las Yaka poseen muchos poderes especiales (por ejemplo regeneración, gran fuerza física, etc.) y únicamente pueden ser heridos si son expuestos a la luz solar, aunque se pueden regenerar si el contacto ha sido breve. Esta es su única debilidad ya que los Yaka tampoco envejecen, por lo que no pueden morir más que a causa del sol. Matsuri explica que un Yaka es la encarnación de la agonía y del dolor humano por lo que tales criaturas están destinadas a estar siempre "solas", además dice que las "Yakas" nacen cuando los seres humanos duermen y durante sus sueños el dolor y la agonía se va se concentra y materializa en una "Yaka".

## Contenido de la obra

### Manga
La versión del manga fue publicado en la revista shōnen Dengeki Daioh (quienes también publicaron Azumanga Daioh) por la editora MediaWorks. El 21 de diciembre de 2006 fue publicado el prólogo y al siguiente mes, el 20 de enero de 2007 comenzó la serialización con la publicación del primer capítulo. El 21 de febrero de 2008 publicaron el último capítulo, dando fin al manga. La historia es una adaptación de la idea original de Naoki Hisaya y fue ilustrado por Chako Abeno. Dos tankobon fueron publicados bajo el sello Dengeki Daioh de MediaWorks. El primer tankobon se publicó el 27 de julio de 2007. Broccoli Books tiene la licencia del manga en Estados Unidos. Y el segundo el 27 de marzo de 2008. El manga ha sido licenciado en lengua inglesa y para su distribución en EUA de la mano de Broccoli Books pero en cambio no se ha distribuido en lengua castellana. 

### CD Drama
El 31 de diciembre de 2006 fue lanzado el CD Drama en el Comiket 71. Consiste en un prólogo de la serie y aunque su trama no es muy relevante, profundiza más en la historia de los personajes de la serie. Cuando el audio termina nos encontramos con la image song  titulada "Sensitive Scenery" interpretado por Ceui. Esta canción se puede escuchar también al inicio del anime y en el episodio 9. Otro CD Drama basado en la serie fue producida por Lantis y fue programado para ser lanzado el 22 de agosto de 2007, pero fue retrasado a una fecha no especificada y, finalmente, cancelado por razones desconocidas. Otro CD drama, esta vez partiendo de la historia del manga como base, fue producido por Marine Entertainment y puesto a la venta el 30 de mayo de 2008 siendo supervisado por Naoki Hisaya. Los seiyūs serán los mismos que en la versión anime.

### Programas de radio en Internet
Ha habido dos programas de radio por Internet de la serie Sola. El primero, que utiliza la adaptación al anime como base, fue transmitido entre el 2 de febrero de 2007 y el 23 de febrero de 2007 llamado Radio de color azul cielo en Charradio (そらいろ らじお in キャララジオ  Sorairo Rajio in Kyararajio?), producido por Charradio. Era transmitido todos los viernes y dependiendo de la semana era presentado por Mamiko Noto que interpretaba a Matsuri Shihou en el anime, o por Mai Nakahara que hacía de Aono Morimiya en el anime. Había dos partes separadas del programa que se utilizaban para promover aún más la serie y servían de actualización de cualquier información sobre Sola. Este programa tuvo un total de cuatro emisiones y las dos últimas se reservaron para la trasmisión del CD drama publicado en el Comiket 71. Hubo dos invitados al show: Yoko Honda, que en el episodio tres del anime hacía de Mana Ishizuki, y Tomoko Kaneda, que en el episodio cuatro que hizo de Mayuko Kamigawa en el anime.
El segundo programa, que utiliza de nuevo la adaptación del anime como base, se emitió entre el 30 de marzo de 2007 y el 27 de julio de 2007 y se llamaba Radio de color azul cielo Radio (そらいろ らじ お   Sorairo Rajio?), producida por Beat ☆ Net Radio! así como por Lantis Radio Web. Se emitía todos los viernes y tenía diecinueve episodios presentados por diferentes personas dependiendo del mes. La primera transmisión y el resto del mes de abril fue presentada por Yoko Honda, y Ai Shimizu que representaba el papel de Koyori Ishizuki en el anime. Las transmisiones de mayo fueron presentadas por Mamiko Noto y las emisiones de junio por Mai Nakahara, aunque también aparecieron Noto y Honda. Por último, las transmisiones de julio fueron llevadas por Keiji Fujiwara, que actuaba como Takeshi Tsujido en el anime, y por Nobuhiko Okamoto, que interpretaba a Yorito Morimiya en el anime. Había tres partes en el programa, llamadas  "El ataque de la sopa de tomate"  ( アタック オブ トマト しるこ   Atakku Obu tomate Shiroko?),  "Carta de color azul cielo"  ( そら いろ の 手紙  Sorairo no Tegami?) y  "Ota Futsu"  ( ふつ おた?). El programa también tuvo como invitados a aquellos que habían presentado el programa anteriormenteque y a una serie de miembros del elenco de la serie de anime. Esto incluye a Nobuhiko Okamoto que apareció en los episodios segundo, noveno y décimo cuarto; Yōko Honda que apareció en los episodios séptimo, octavo, noveno y décimo octavo; Tomoko Kaneda que hizo el papel de Mayuko Kamikawa en el anime y apareció en el episodio décimo-séptimo, y Mamiko Noto y Mai Nakahara que aparecieron en el episodio diecinueve.

### Anime
La adaptación a serie de anime estuvo a cargo del estudio Nomad y fue dirigido por Tomoki Kobayashi. La serie fue transmitida en Japón por la cadena televisiva TV Aichi desde el 7 de abril de 2007 hasta el 30 de junio de ese mismo año, con un total de trece episodios, transmitiéndose también en diferentes cadenas del país al mismo tiempo, con fechas de inicio y de finalización ligeramente diferentes. La serie ha sido puesta a la venta dividida en cinco DVD en edición normal y limitada, conteniendo cada disco tres episodios. El primer DVD fue lanzado el 22 de junio de 2007, el segundo el 27 de julio de 2007 y el tercero el 24 de agosto de ese mismo año. Dos episodios adicionales (OVAs) se hicieron exclusivamente disponibles en el DVD 4 y 5. El primero se puso a la venta el 25 de septiembre y el segundo el 26 de octubre de 2007. Ese mismo año, la compañía Spider Network realizó en Japón una encuesta preguntando cual era el mejor anime que se había emitido en 2007. Después de dos millones de votos, Sola se colocó en el número uno como el mejor anime de 2007 habiendo recibido aproximadamente 340.000 votos.
Los DVD japoneses también fueron sacados a la venta por .Anime como un "paquete de edición especial" con diferentes portadas según fuera la edición limitada o la estándar.  Las cubiertas del paquete especial de edición limitada y los volúmenes fueron ilustrados por Naru Nanao, el diseñador original de los personajes de Sola; las cubiertas de los volúmenes de la edición standar eran ilustraciones del estilo anime de Makoto Koga Cada uno de los DVD de edición estándar contiene un libreto en color de ocho páginas con ilustraciones de la serie. El paquete especial y DVD de edición limitada también contenía el folleto en color, junto con los CD dramas que contienen las pistas del programa de la radio de Internet, tarjetas y pósteres (el primer volumen contiene también un compartimento para guardar las tarjetas).
Bandai Visual licenció la serie de Sola a principios de 2008 para su distribución en Estados Unidos esperándose su primer DVD el 10 de junio de 2008.

#### Banda sonora
El opening del anime, "Colorless Wind" interpretado por Aira Yūki, fue lanzado en un maxi single del mismo nombre el 25 de abril de 2007 por Lantis; usándose en la serie desde el episodio dos al trece. El ending, "Mellow Melody" interpretado por Ceui, fue lanzada con el título homónimo el 23 de mayo de 2007 por Lantis; y fue usado en doce episodios. El ending del episodio final fue "Miageru Ano Sora de" por Aira Yūki. Mellow Melody también incluye el sencillo "Escenario Susceptible" (敏感な風景 Binkan na Fūkei?) interpretado por Ceui, y fue usado en dos episodios de la serie y en la segunda OVA. La BSO de Sola  fue lanzado el 27 de junio de 2007. y un image album, Oratorio, se puso a la venta el 8 de agosto de 2007.